# Dicranella paraguensis
Dicranella paraguensis är en bladmossart som beskrevs av Brotherus 1901. Dicranella paraguensis ingår i släktet jordmossor, och familjen Dicranaceae. Inga underarter finns listade i Catalogue of Life.